# 2001 en Ontario
Chronologie de l'Ontario
- 1997
- 1998
- 1999
- 2000
- 2001
- 2002
- 2003
- 2004
- 2005

Cette page concerne des événements d'actualité qui se sont produits durant l'année 2001 dans la province canadienne de l'Ontario.

## Politique
- Premier ministre : Mike Harris du parti progressiste-conservateur de l'Ontario.
- Chef de l'Opposition :
- Lieutenant-gouverneur : Hilary Weston
- Législature : 37e

## Événements

### Juin
- 29 juin : le drapeau franco-ontarien reçoit le statut de symbole officiel de la province par l'Assemblée législative de l'Ontario[1].

## Naissances
- 7 avril : Kayla Sanchez, nageuse.

## Décès
- 18 janvier : Al Waxman, acteur, réalisateur et scénariste (° 2 mars 1935).
- 28 mars : Moe Koffman (en), musicien et compositeur (° 28 décembre 1928).
- 16 avril : Horace Gwynne, boxeur (° 5 octobre 1913).
- 5 mai : Aba Bayefsky (en), artiste (° 7 avril 1923).
- 7 juin : Charles Templeton, écrivain, journaliste, homme politique, évangéliste, dessinateur et animateur de télévision (° 7 octobre 1915).
- 24 novembre : Donald McPherson, patineur (° 20 février 1945).
- 14 décembre : Pauline Mills McGibbon, 22e lieutenant-gouverneur de l'Ontario et première femme à s'occuper de cette fonction (° 21 octobre 1910).